# Sistema de protecció de llamps
Un sistema de protecció de llamps s'entén com tot un seguit de precaucions contra els efectes nocius que poden ocasionar els llamps sobre els sistemes estructurals.
Els llamps poden danyar un edifici sense sistema de protecció dels llamps, quan per exemple oli sobre fusta amb risc d'incendi. El llamp pot circular directament o a través del seu intens camp electromagnètic en el cablejat elèctric (per exemple de circuits d'antenes o sistemes fotovoltaics) o canals (per exemple de col·lectors solars) i penetrar a l'interior d'edificis i causar més danys.
Un sistema de protecció contra llamps complet (LPS) compren de protecció externa i interna (protecció contra sobretensions).

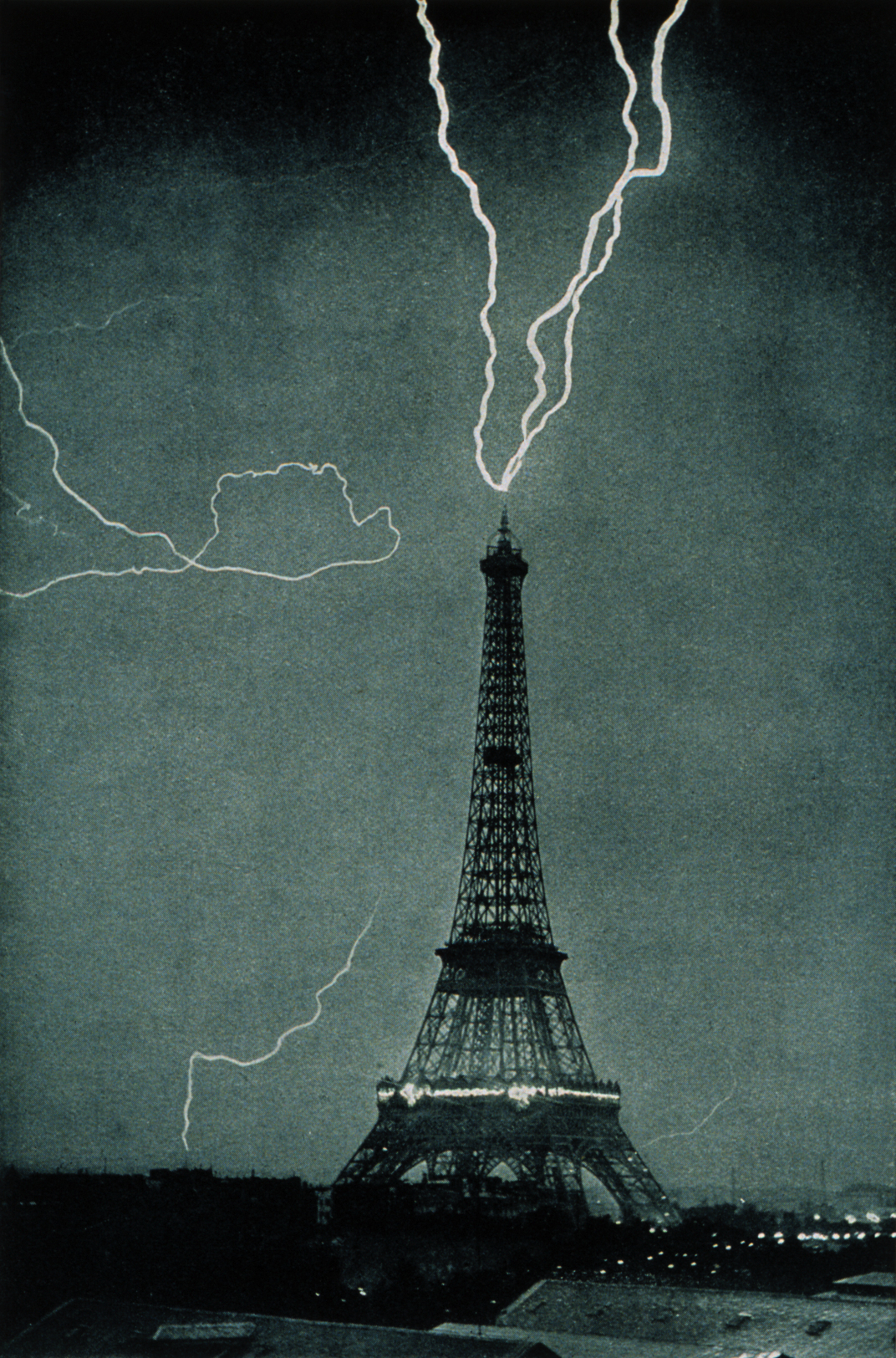
Llamp a la Torre Eiffel de París el 3 de juny de 1902 a les 21:20

## Normativa
La protecció integral contra els llamps és regit i definit internacionalment en l'IEC 62305 i l'europeu EN 62305. Molts països compten amb normatives pròpies però adopten normatives estrangeres o internacionals, per exemple, en els països de parla alemanya es pren la normativa EN d'acord amb les normes comunes de CEN/CENELEC a través de normes incorporades per la publicació de texts idèntics.
La normativa EN 62305 comprèn de quatre parts:
- Part 1: Temes bàsics
- Part 2: Control de risc
- Part 3: Protecció de sistemes estructurals i persones
- Part 4: Sistemes elèctrics i electrònics en sistemes estructurals

La IEC 62305 va ser publicat al desembre de 2010, en quatre parts. Així com la 2a Part (EN 62305-2) no ha assolit la majoria de vots requerida a Europa (sinó més aviat la IEC 62305-2 2010). Per tant, el CENELEC ha de reelaborar aquesta part. Mentrestant es va convertir en part 2 la publicada DIN EN 62305-2; VDE 0185-305-2:2013-02.